# Seznam dílů seriálu Elita
Toto je seznam dílů seriálu Elita. Elita je španělský televizní seriál žánru thriller a teen drama, který měl premiéru 5. října 2018 na Netflixu. Seriál sleduje tři studenty z chudých poměrů, kteří nastoupí ve Španělsku na exkluzivní soukromou školu a jejichž střet s bohatšími vrstevníky skončí vraždou.
Celkem vzniklo 64 dílů v osmi řadách.

## Přehled řad
| Řada | Díly | Premiéra na Netflixu |
| ---- | ---- | -------------------- |
| 1    | 8    | 5. října 2018        |
| 2    | 8    | 6. září 2019         |
| 3    | 8    | 13. března 2020      |
| 4    | 8    | 18. června 2021      |
| 5    | 8    | 8. dubna 2022        |
| 6    | 8    | 18. listopadu 2022   |
| 7    | 8    | 20. října 2023       |
| 8    | 8    | 26. července 2024    |

## Seznam dílů

### První řada (2018)
| Č. v seriálu | Č. v řadě | Původní název        | Český název            | Režie            | Scénář                         | Premiéra na Netflixu |
| ------------ | --------- | -------------------- | ---------------------- | ---------------- | ------------------------------ | -------------------- |
| 1            | 1         | Bienvenidos          | Vítejte                | Ramón Salazar    | Carlos Montero a Darío Madrona | 5. října 2018        |
| 2            | 2         | Deseo                | Touha                  | Dani de la Orden | Carlos Montero                 | 5. října 2018        |
| 3            | 3         | Sábado noche         | Sobotní noc            | Ramón Salazar    | Darío Madrona                  | 5. října 2018        |
| 4            | 4         | El amor es una droga | Láska je droga         | Ramón Salazar    | Darío Madrona                  | 5. října 2018        |
| 5            | 5         | Todos mienten        | Všichni lžou           | Dani de la Orden | Carlos Montero                 | 5. října 2018        |
| 6            | 6         | Todo va a salir bien | Všechno bude v pořádku | Dani de la Orden | Darío Madrona                  | 5. října 2018        |
| 7            | 7         | Todo estalla         | Hromadný výbuch        | Ramón Salazar    | Carlos Montero                 | 5. října 2018        |
| 8            | 8         | Assilah              | Asilah                 | Ramón Salazar    | Carlos Montero a Darío Madrona | 5. října 2018        |

### Druhá řada (2019)
| Č. v seriálu | Č. v řadě | Původní název         | Český název                | Režie            | Scénář         | Premiéra na Netflixu |
| ------------ | --------- | --------------------- | -------------------------- | ---------------- | -------------- | -------------------- |
| 9            | 1         | 20 horas desaparecido | Doba pohřešování: 20 hodin | Ramón Salazar    | Darío Madrona  | 6. září 2019         |
| 10           | 2         | 34 horas desaparecido | Doba pohřešování: 34 hodin | Ramón Salazar    | Carlos Montero | 6. září 2019         |
| 11           | 3         | 36 horas desaparecido | Doba pohřešování: 36 hodin | Ramón Salazar    | Breixo Corral  | 6. září 2019         |
| 12           | 4         | 56 horas desaparecido | Doba pohřešování: 56 hodin | Sílvia Quer      | Abril Zamora   | 6. září 2019         |
| 13           | 5         | 63 horas desaparecido | Doba pohřešování: 63 hodin | Sílvia Quer      | Jaime Vaca     | 6. září 2019         |
| 14           | 6         | 66 horas desaparecido | Doba pohřešování: 66 hodin | Sílvia Quer      | Carlos C. Tomé | 6. září 2019         |
| 15           | 7         | 84 horas desaparecido | Doba pohřešování: 84 hodin | Dani de la Orden | Abril Zamora   | 6. září 2019         |
| 16           | 8         | 0 horas desaparecido  | Doba pohřešování: 0 hodin  | Dani de la Orden | Breixo Corral  | 6. září 2019         |

### Třetí řada (2020)
| Č. v seriálu | Č. v řadě | Původní název      | Český název        | Režie             | Scénář                        | Premiéra na Netflixu |
| ------------ | --------- | ------------------ | ------------------ | ----------------- | ----------------------------- | -------------------- |
| 17           | 1         | Carla              | Carla              | Jorge Torregrossa | Darío Madrona                 | 13. března 2020      |
| 18           | 2         | Samuel y Guzmán    | Samuel a Guzmán    | Jorge Torregrossa | Jaime Vaca                    | 13. března 2020      |
| 19           | 3         | Cayetana y Valerio | Cayetana a Valerio | Dani de la Orden  | Almudena Ocaña                | 13. března 2020      |
| 20           | 4         | Lu                 | Lu                 | Dani de la Orden  | Carlos C. Tomé                | 13. března 2020      |
| 21           | 5         | Ander              | Ander              | Jorge Torregrossa | Almudena Ocaña                | 13. března 2020      |
| 22           | 6         | Rebeca             | Rebeca             | Jorge Torregrossa | Carlos C. Tomé a Andrés Seara | 13. března 2020      |
| 23           | 7         | Nadia y Omar       | Nadia a Omar       | Dani de la Orden  | Jaime Vaca                    | 13. března 2020      |
| 24           | 8         | Polo               | Polo               | Dani de la Orden  | Darío Madrona                 | 13. března 2020      |

### Čtvrtá řada (2021)
| Č. v seriálu | Č. v řadě | Původní název                                  | Český název                | Režie                   | Scénář                      | Premiéra na Netflixu |
| ------------ | --------- | ---------------------------------------------- | -------------------------- | ----------------------- | --------------------------- | -------------------- |
| 25           | 1         | El Nuevo Orden                                 | Nové pořádky               | Eduardo Chapero-Jackson | Jaime Vaca                  | 18. června 2021      |
| 26           | 2         | 5 segundos                                     | Pět sekund                 | Eduardo Chapero-Jackson | Esther Morales a Jaime Vaca | 18. června 2021      |
| 27           | 3         | Cuando bailan las mentiras con las tentaciones | Když lži tančí s pokušením | Ginesta Guindal         | David Lorenzo a Jaime Vaca  | 18. června 2021      |
| 28           | 4         | Soy una...                                     | Já jsem...                 | Ginesta Guindal         | Almudena Ocaña              | 18. června 2021      |
| 29           | 5         | La reinserción                                 | Znovuzačlenění             | Eduardo Chapero-Jackson | Almudena Ocaña              | 18. června 2021      |
| 30           | 6         | Te quiero mal                                  | Miluju tě úplně špatně     | Eduardo Chapero-Jackson | David Lorenzo               | 18. června 2021      |
| 31           | 7         | Antes de irme (1a parte)                       | Než odejdu (1. část)       | Ginesta Guindal         | Esther Morales a Jaime Vaca | 18. června 2021      |
| 32           | 8         | Antes de irme (2a parte)                       | Než odejdu (2. část)       | Ginesta Guindal         | Jaime Vaca                  | 18. června 2021      |

### Pátá řada (2022)
| Č. v seriálu | Č. v řadě | Původní název              | Český název            | Režie                              | Scénář                                     | Premiéra na Netflixu |
| ------------ | --------- | -------------------------- | ---------------------- | ---------------------------------- | ------------------------------------------ | -------------------- |
| 33           | 1         | Yo lo maté                 | Zabil jsem ho          | Dani de la Orden                   | Jaime Vaca                                 | 8. dubna 2022        |
| 34           | 2         | Todo vale                  | Všechno se může        | Dani de la Orden a Ginesta Guindal | David Lorenzo                              | 8. dubna 2022        |
| 35           | 3         | Átame                      | Spoutej mě             | Lino Escalera                      | Jessica Pires a Lluís Mosquera             | 8. dubna 2022        |
| 36           | 4         | El cuerpo                  | Tělo                   | Lino Escalera                      | Jaime Vaca                                 | 8. dubna 2022        |
| 37           | 5         | Por favor, di la verdad    | Prosím, řekni pravdu   | Ginesta Guindal                    | Almudena Ocaña a Jaime Vaca                | 8. dubna 2022        |
| 38           | 6         | No puedes comprar mi amor  | Moji lásku si nekoupíš | Ginesta Guindal                    | David Lorenzo a Jaime Vaca                 | 8. dubna 2022        |
| 39           | 7         | Tóxicos                    | Toxické vztahy         | Eduardo Chapero-Jackson            | Jessica Pires, Lluís Mosquera a Jaime Vaca | 8. dubna 2022        |
| 40           | 8         | Tu lado del mundo y el mío | Tvůj a můj svět        | Eduardo Chapero-Jackson            | Jessica Pires a Jaime Vaca                 | 8. dubna 2022        |

### Šestá řada (2022)
| Č. v seriálu | Č. v řadě | Původní název | Český název | Režie         | Scénář                                      | Premiéra na Netflixu |
| ------------ | --------- | ------------- | ----------- | ------------- | ------------------------------------------- | -------------------- |
| 41           | 1         | Ansiedad      | Úzkost      | Lino Escalera | Jaime Vaca                                  | 18. listopadu 2022   |
| 42           | 2         | Selfis        | Selfíčka    | Lino Escalera | Jaime Vaca                                  | 18. listopadu 2022   |
| 43           | 3         | Desnudos      | Nazí        | Kike Maíllo   | Carlos Montero, Lluís Mosquera a Jaime Vaca | 18. listopadu 2022   |
| 44           | 4         | Guerra        | Válka       | Kike Maíllo   | Jessica Pires                               | 18. listopadu 2022   |
| 45           | 5         | Duelo         | Smutek      | Elena Trapé   | Jessica Pires                               | 18. listopadu 2022   |
| 46           | 6         | Tina          | Tina        | Elena Trapé   | Carlos Montero                              | 18. listopadu 2022   |
| 47           | 7         | Máscaras      | Masky       | Lino Escalera | Lluís Mosquera a Jaime Vaca                 | 18. listopadu 2022   |
| 48           | 8         | Separación    | Odloučení   | Lino Escalera | Jaime Vaca                                  | 18. listopadu 2022   |

### Sedmá řada (2023)
| Č. v seriálu | Č. v řadě | Původní název                      | Český název               | Režie         | Scénář                                      | Premiéra na Netflixu |
| ------------ | --------- | ---------------------------------- | ------------------------- | ------------- | ------------------------------------------- | -------------------- |
| 49           | 1         | Las Encinas                        | Las Encinas               | Lino Escalera | Jaime Vaca                                  | 20. října 2023       |
| 50           | 2         | Protocolo                          | Etiketa                   | Lino Escalera | Alberto Manzano                             | 20. října 2023       |
| 51           | 3         | Bling-bling                        | Třpyt                     | Menna Fité    | Jessica Pires                               | 20. října 2023       |
| 52           | 4         | Puonto y coma                      | Středník                  | Menna Fité    | Guillermo J. Escribano                      | 20. října 2023       |
| 53           | 5         | La familia                         | Rodina                    | Roger Gual    | Lluís Mosquera a Jaime Vaca                 | 20. října 2023       |
| 54           | 6         | Tocar fondo                        | Úplně na dně              | Roger Gual    | Alberto Manzano a Jaime Vaca                | 20. října 2023       |
| 55           | 7         | Solo abrázame                      | Obejmi mě                 | Ana Vázquez   | Carlos Montero, Lluís Mosquera a Jaime Vaca | 20. října 2023       |
| 56           | 8         | Voy a acabar con esto para ciempre | Ukončím to jednou provždy | Ana Vázquez   | Jaime Vaca                                  | 20. října 2023       |

### Osmá řada (2024)
| Č. v seriálu | Č. v řadě | Původní název   | Český název         | Režie           | Scénář                            | Premiéra na Netflixu |
| ------------ | --------- | --------------- | ------------------- | --------------- | --------------------------------- | -------------------- |
| 57           | 1         | Alumni          | Alumni              | Daniel Barone   | Jaime Vaca                        | 26. července 2024    |
| 58           | 2         | Al extremo      | Na hranu            | Daniel Barone   | Alberto Manzano Ruiz a Jaime Vaca | 26. července 2024    |
| 59           | 3         | Combustión      | Vznícení            | Jota Linares    | Iker Azkoitia a Jaime Vaca        | 26. července 2024    |
| 60           | 4         | No soy de nadie | Nepatřím nikomu     | Jota Linares    | Flora G. Villanueva               | 26. července 2024    |
| 61           | 5         | La última noche | Poslední noc        | Ginesta Guindal | Flora G. Villanueva               | 26. července 2024    |
| 62           | 6         | Culpable        | Culpable            | Ginesta Guindal | Alberto Manzano Ruiz a Jaime Vaca | 26. července 2024    |
| 63           | 7         | Como hermanos   | Jako sourozenci     | Elena Trapé     | Iker Azkoitia a Jaime Vaca        | 26. července 2024    |
| 64           | 8         | Fin de curso    | Konec školního roku | Elena Trapé     | Carlos Montero                    | 26. července 2024    |